# Europeiska klubbmästerskapet i ishockey
Europeiska klubbmästerskapet i ishockey, 
IIHF Super Six European Club Championship eller 
IIHF European Champions Cup, ECC, var en ishockeyturnering där sex av de sju nationella mästarna från Finland, Ryssland, Schweiz, Slovakien, Sverige, Tjeckien och Tyskland deltog. Vilka sex klubbar som fick delta bestämdes av respektive nationslags placering på IIHF:s världsrankinglista. Tävlingen avgjordes genom gruppspel och gruppsegrarna möttes i en direktfinal. Den vinnande klubben blev europeisk klubbmästare. 
Turneringen spelades i Ispalatset, Sankt Petersburg, i Ryssland 2005, 2006, 2007 och 2008. Segraren i 2008 års European Champions Cup, Metallurg Magnitogorsk, garanteras en plats i den nya internationella klubbturneringen Champions Hockey League (som startade säsongen 2008/2009) och dess slutspel Victoria Cup. I Victoria Cup kommer de två bästa europeiska klubblagen att möta en utmanare från NHL.

## 10-13 januari 2008
Alexander Ragulin Division
- Metallurg Magnitogorsk, Ryssland
- HC Slovan Bratislava, Slovakien
- Modo, Sverige

Ivan Hlinka Division
- Sparta Prag, Tjeckien
- Kärpät, Finland
- HC Davos, Schweiz

## Historik
IIHF European Champions Cup föregicks av Europacupen i ishockey (1965-1997) och Continental Cup (1997-2005). Delvis parallellt med dessa turneringar spelades 1996-2000 även European Hockey League (EHL). Svenska klubbar deltog med framgång i dessa turneringar. Djurgårdens IF vann 1991 och 1992 medan Malmö IF vann 1993. Modo var i final 1997 och slutade femma 2008. Continental Cup levde för övrigt vidare som en "underdivision" till IIHF European Champions Cup, öppen för lag från nationer rankade under de sex i topp. Från och med säsongen 2008-09 ersätts båda turneringarna av nya Champions Hockey League.

## Europeiska klubbmästare
- 2005 - Avangard Omsk, Ryssland
- 2006 - Dynamo Moskva, Ryssland
- 2007 - AK Bars Kazan, Ryssland
- 2008 - Metallurg Magnitogorsk, Ryssland

## Tidigare Europa- och Continental Cup-segrare
- HC Ambri-Piotta (1999, 2000)
- ZKL Brno (1966, 1967, 1968)
- CSKA Moskva (1969, 1970, 1971, 1972, 1973, 1974, 1976, 1978, 1979, 1980, 1981, 1982, 1983, 1984, 1985, 1986, 1987, 1988, 1989, 1990)
- Djurgårdens IF (1991, 1992)
- Jokerit (1995, 1996, 2003)
- HC Košice (1998)
- Krylia Sovetov (Sovjets vingar) (1975)
- HC Lada Togliatti (1997)
- Malmö IF (1993)
- HC Poldi Kladno (1977)
- HC Slovan Bratislava (2004)
- TPS Åbo (1994)
- EHC Zürich (2001, 2002)

## EHL-segrare
- VEU Feldkirch (1998)
- Metallurg Magnitogorsk (1999, 2000)
- TPS Åbo (1997)